# The Neon God part 1 - The Rise
The Neon God: Part 1 - The Rise è un album degli W.A.S.P., pubblicato dalla inglese Sanctuary Records nel 2004. Il disco costituisce la seconda rock opera concepita da Blackie Lawless e narra la prima parte di una storia che prosegue nell'album successivo, The Neon God: Part 2 - The Demise. Quando presi insieme, questi due dischi sono considerati degni eredi di The Crimson Idol.

## Tracce
1. "Overture" – 3:32
2. "Why am I here" – 0:34
3. "Wishing Well" – 3:33
4. "Sister Sadie (And the Black Habits)" – 6:18
5. "The Rise" – 2:28
6. "Why am I nothing" – 0:58
7. "Asylum # 9" – 4:40
8. "Red Room of the Rising Sun" – 5:02
9. "What I'll never find" – 6:00
10. "Someone to love me (All I need)" – 0:52
11. "X.T.C. Riders" – 4:33
12. "Me & the devil" – 0:52
13. "The Running Man" – 4:19
14. "The Raging Storm" – 5:45

## Formazione
- Blackie Lawless - voce, chitarra, tastiere
- Darrell Roberts - chitarra
- Mike Duda - basso, coro
- Frankie Banali - batteria
- Stet Howland - batteria, coro